# Pont Saint-Bénézet

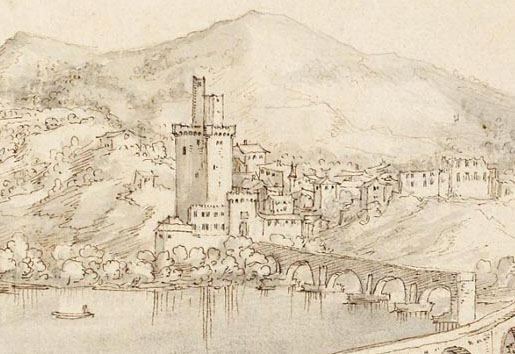
Pont Saint-Bénézet met aan de overzijde, de Toren van koning Filips de Schone van Frankrijk

De Pont Saint-Bénézet, vooral bekend onder de naam Pont d'Avignon, is in feite slechts het restant van een historische boogbrug over de Rhône in het centrum van de Zuid-Franse stad Avignon. De brug is bekend vanwege het kinderliedje Sur le pont d'Avignon. De brug was oorspronkelijk 900 meter lang en had 22 bogen. Van de 22 bogen resteren er nog vier.  
Deze 12e-eeuwse brug vormde ooit de enige vaste oeververbinding over de rivier tussen Lyon en de Middellandse Zee. De brug ging over de rivier de Rhône via het in het midden van de rivier gelegen eiland île de la Barthelasse.

## Geschiedenis
De brug is volgens de legende gebouwd door Bénézet, een herdersjongen, die de opdracht hiertoe kreeg in een droom waarin een engel verscheen. Hij deed dat niet alleen: het verhaal gaat dat de jongen de plaatselijke bevolking overtuigde met wonderen, waarschijnlijk geholpen door dezelfde engel. Het maakte indruk, want de vrijwilligers stonden hierna in de rij. 
De brug werd gebouwd vanaf 1177. De Pont Saint-Bénézet werd voor een groot deel afgebroken op bevel van koning Lodewijk VIII in 1226, na een overwinning op Avignon. De brug werd snel hersteld want ze vormde door de tol die er geheven werd een belangrijke inkomstenbron van de stad.
Omdat de brug te smal was voor verkeer met wagens, had hij niet alleen een commerciële functie; ze was hoofdzakelijk van militair belang want het werd de grenspost tussen de pauselijke stadstaat Avignon (linkeroever) en het koninkrijk Frankrijk (rechteroever). Transport van goederen vond hoofdzakelijk plaats met schepen. Aan de Franse zijde verrees vanaf de 14e eeuw het fort van Villeneuve-lès-Avignon. Van dit fort is enkel de Toren van Filips de Schone bewaard gebleven. De brug werd in de loop der eeuwen vaak beschadigd door overstromingen van de Rhône. Tussen 1603 en 1605 spoelden vier bogen weg op beide armen van de Rhône. Deze schade werd niet meer hersteld en sinds de 17e eeuw is de brug een ruïne gebleven.

## LiedjeSur le pont d'Avignon
Het lied luidt:
Sur/sous le pont d'Avignon (Op/onder de brug van Avignon)
On y danse, on y danse (daar danst men, daar danst men)
Sur/sous le pont d'Avignon (Op/onder de brug van Avignon)
On y danse tous en rond. (daar danst men in het rond)
Les beaux messieurs font comme ça, (De heren doen zo - een kind maakt een beweging)
Et puis encore comme ça. (En daarna zo - de andere kinderen doen de beweging na)
Het lied wordt daarna herhaald, waarbij in de voorlaatste regel steeds andere personen aan bod komen.
Bij de brug worden geregeld dansfeesten georganiseerd. De brug zelf is te smal om op te dansen.

### Oorsprong
Op het Île de la Barthelasse, onder een van de bogen van de brug, was een café met muziek waar het dansen heel populair was. Dit inspireerde tot een minstens zo populair lied. Origineel werd er dus gedanst "sous le pont" (onder de brug) en niet "sur le pont" (op de brug) zoals nu over de hele wereld wordt gezongen.